# Al Diwaniyah
Al Diwaniyah (arabă الديوانية) sau Diwaniya este capitala provinciei irakiene Al-Qadisiyya. Orașul Diwaniyah este situat pe principala arteră feroviară dintre Bagdad și Basra.